# Pierre Bastien

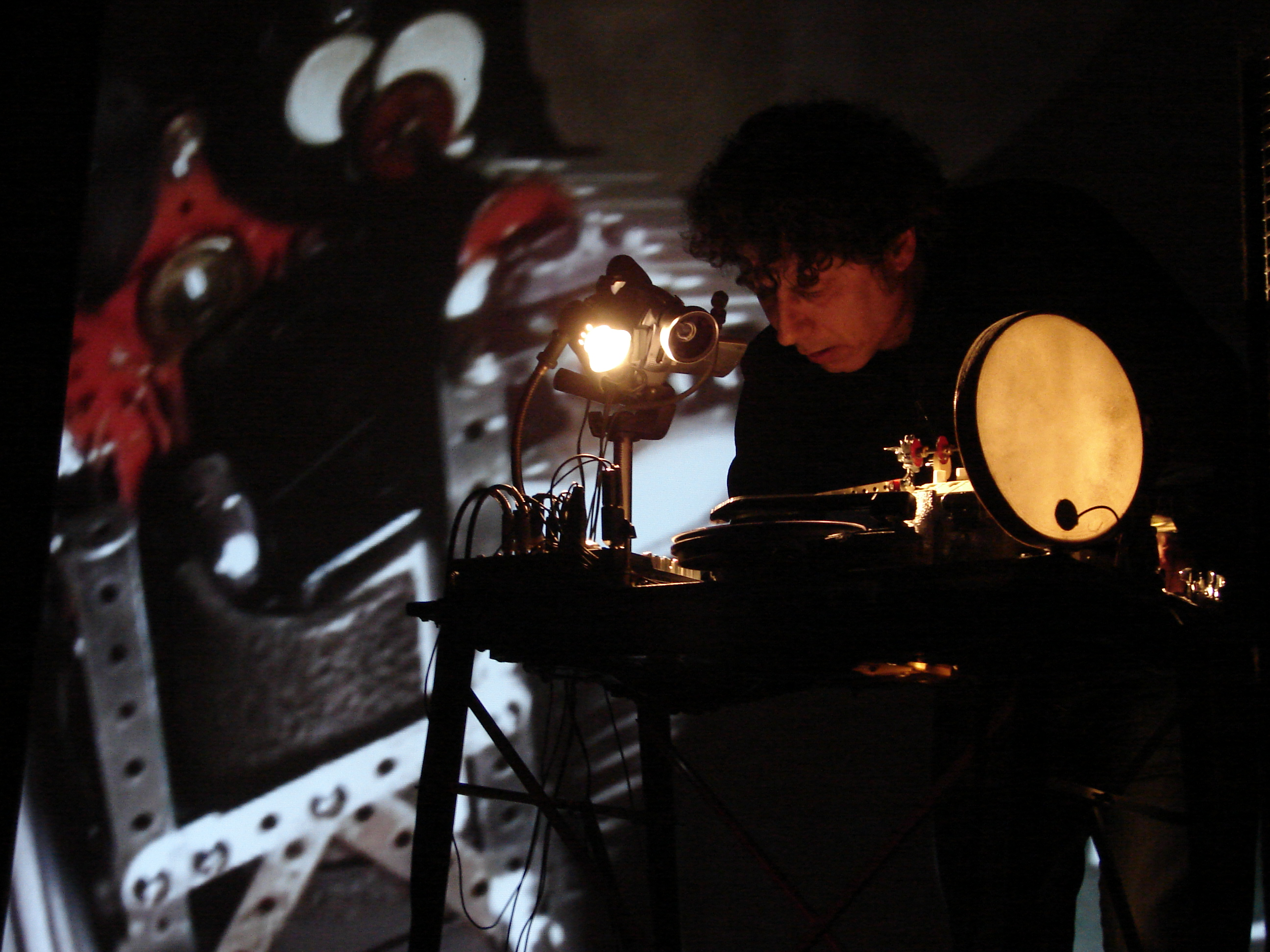
Pierre Bastien

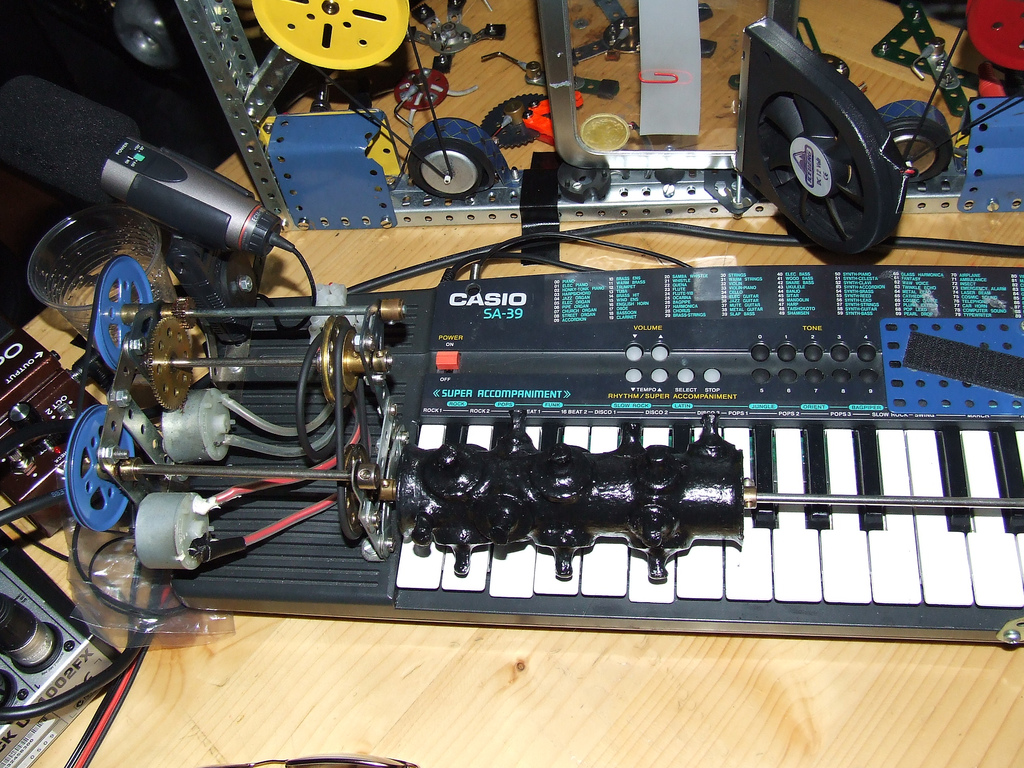
Belgrado, 2006

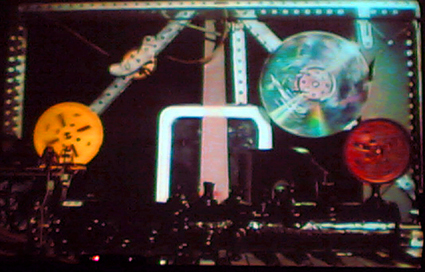
Mecanium

Pierre Bastien (Parijs, 1953) is een Frans muzikant, componist en bouwer van muziekinstrumenten. De meeste van zijn instrumenten zijn mechanische constructies die geluid voortbrengen dat versterkt wordt met kleine microfoons en piëzo-pickups. Daarnaast speelt hij trompet en viool.
Hij begon zijn carrière als bouwer eind jaren zeventig waarbij hij gebruik maakte van metronomen, cymbalen en katrollen. In 1977 begon hij een samenwerkingsverband met Pascal Comelage en schreef muziek voor dansorganisaties. Hij trad op in Operation Rhino, Nu Creative Methods en Effectifs de Profil. Met zijn trompet speelt hij tijdens optredens een vorm van free jazz-improvisaties over de mechanische klanken.
In 1986 begon hij met het bouwen van zijn eigen mechanische orkest, genaamd Mecanium, vernoemd naar het kinderspeelgoed Meccano, waarmee hij de machines vervaardigde. Ook gebruikte hij vaak platenspelers als aandrijving voor de bewegende delen in de machines. In de jaren negentig was zijn orkest uitgegroeid tot zo'n 80 'muzikant'-werkstukken en hij toerde over de hele wereld met deze voorstelling.
Bastien heeft samengewerkt met onder anderen Robert Wyatt, Jac Berrocal, Jaki Liebezeit, Pierrick Sorin en Issey Miyake. Hij publiceerde albums op de platenlabels Lowlands, Rephlex, Tigersushi en Alga Marghen. 

## Discografie
- 2008, met Dominique Grimaud, cd, Rag-Time vol. 2, InPolysons, IPS0308
- 2007, cd, Les Premières Machines: 1968-1988, Gazul, distributie Musea
- 2005, cd, POP, Rephlex, Cat 162
- 2005, cd, Téléconcerts, Signature, SIG 11042
- 2005, cd, Sé Verla al Revés, g33g, G3GPB1
- 2004, Mcd, Boite Nº 7, Editions Cactus, cd 007
- 2001, lp/cd, Mecanoid, Rephlex, CAT 119 cd/LP
- 2001, met Alexei Aigui, cd, Musique Cyrillique, SoLyd Records, SR0308
- 2002, met Lukas Simonis, cd, Mots d´Heures: Gousses, Rames, InPolysons, IPS0402
- 2000, cdrom, Neuf Jouets Optiques, Éditions Cactus
- 1998, cd, Musiques Paralloïdres, Lowlands, 012
- 1998, met Klimperei, cd, Mécanologie Portative, Prikosnovénie
- 1997, met Pascal Comelade, Jac Berrocal & Jaki Liebezeit, cd, Oblique Sessions, DSA, DSA54054
- 1996,	cd, Eggs Air Sister Steel, In Poly Sons, IPS 10-94
- 1996,	cd, Boîte N°3, Éditions Cactus, cd 003
- 1994,	7", Mécanisme de l'Arcane 17, G33G
- 1993, cd, Musiques Machinales, SMI NM204
- 1988, lp, Mecanium, ADN, DMM 007R
- 1988, K7, met Peter Bastiaan en Bernard Pruvost, Hommage à Jean Raine, BPC
- 1977, Nu Creative Methods, Nu Jungle Dances, NCM